# Motoo Tatsuhara
Motoo Tatsuhara (立原 元夫, Tatsuhara Motoo, Tokio, 14 januari 1913 – ?) was een Japans voetballer die als middenvelder speelde.

## Japans voetbalelftal
Motoo Tatsuhara maakte op 13 mei 1934 zijn debuut in het Japans voetbalelftal tijdens een Spelen van het Verre Oosten tegen Nederlands-Indië. Motoo Tatsuhara debuteerde in 1934 in het Japans nationaal elftal en speelde 4 interlands.

## Statistieken
| Japans voetbalelftal | Japans voetbalelftal | Japans voetbalelftal |
| Jaar                 | Wed.                 | Dlp.                 |
| -------------------- | -------------------- | -------------------- |
| 1934                 | 2                    | 0                    |
| 1935                 | 0                    | 0                    |
| 1936                 | 2                    | 0                    |
| Totaal               | 4                    | 0                    |